# Islands herrlandslag i basket
Islands herrlandslag i basket spelade sin första landskamp den 16 maj 1959, och förlorade mot Danmark med 38–41.
Laget debuterade i EM 2015 och slutade på 21:a plats.

### Fotnoter
1. ↑  ”Körfuknattleikssamband Íslands”. Arkiverad från originalet den 29 januari 2010. https://web.archive.org/web/20100129100547/http://kki.is/landslid.asp?adgerd=urslit&lid=alidkarla. Läst 21 augusti 2011.
2. ↑  ”Iceland leg of EuroBasket 2015 Trophy Tour completed”. Arkiverad från originalet den 12 augusti 2015. https://web.archive.org/web/20150812012524/http://www.fiba.com/news/iceland-leg-of-eurobasket-2015-trophy-tour-completed. Läst 10 september 2015.